# Вербальний розтин
Вербальна аутопсія (ВА) — метод збору інформації про симптоми та обставини смерті померлої особи для визначення причини смерті. Інформація про стан здоров'я та опис подій, що передували смерті, отримується з розмов або інтерв'ю з особою або особами, знайомими з померлим, і аналізується медичними працівниками або комп'ютерними алгоритмами для встановлення ймовірної причини смерті.
Вербальний розтин використовується там, де більшість смертей не документується, що зазвичай означає країни з низьким і середнім рівнем доходу. За оцінками, більшість з 60 мільйонів щорічних смертей у світі відбуваються без медичної допомоги або офіційного медичного свідоцтва про причину смерті. ВА намагається встановити причини смерті для незадокументованих суб'єктів, що дозволяє вченим аналізувати закономірності розвитку хвороб і спрямовувати політичні рішення в галузі охорони здоров'я.
Серед значних масштабних застосувань методу вербального розтину — дослідження "Мільйон смертей" в Індії, національна програма Китаю з документування причин смерті в сільській місцевості, Глобальне дослідження тягаря хвороб 2010 року та багатосайтовий проєкт INDEPTH Network. ВД все частіше визнається важливим компонентом національних систем реєстрації актів цивільного стану та статистики природного руху населення (РАГС).

## Походження
Термін "вербальна аутопсія" вперше з'явився в проєкті кафедри міжнародної охорони здоров'я Школи гігієни та громадського здоров'я Джона Гопкінса, який тривав з 1965 по 1973 рік у Пенджабі, Індія. Два дослідницькі проєкти були розташовані в селах поблизу Лудхіани зі штаб-квартирою в селі Нарангвал.

## Розробка
Медичні працівники та дослідники розробили багато ітерацій та варіацій опитувальників, що використовуються у ВА. Всесвітня організація охорони здоров'я (ВООЗ), виконуючи свій глобальний мандат щодо встановлення норм і стандартів у сфері охорони здоров'я, опублікувала книгу з викладенням стандартів ВА у 2007 р. У той час основна увага приділялася стандартним паперовим опитувальникам, які згодом могли бути оцінені лікарями для встановлення причин смерті.
Однак паралельно вже велася робота над розробкою методів автоматичної обробки матеріалів інтерв'ю з жертвами насильства, оскільки час, вартість і послідовність, з якою лікарі могли встановлювати причини смерті за матеріалами інтерв'ю з жертвами насильства, були основними обмеженнями для загального процесу, особливо для широкомасштабних підходів. Крім того, причиною того, що багато смертей не були засвідчені в рутинному порядку в умовах обмежених ресурсів, часто була нестача доступних лікарів. Попередні версії автоматичних методів були протестовані у В'єтнамі у 2003 р. і в Ефіопії у 2006 р. Методологічну розробку очолив професор Пітер Б'ясс з Центру глобальних досліджень у сфері охорони здоров'я в Умео, Швеція, і було придумано назву InterVA (Interpreting Verbal Autopsy).
Оскільки ставало все більш очевидним, що автоматизована інтерпретація ВА є перспективним підходом, ВООЗ приділила подальшу увагу структурі інтерв'ю з ВА з точки зору того, що матеріал інтерв'ю може бути автоматично оброблений. У 2012 році ВООЗ опублікувала перший стандарт з ВА, який був спеціально розроблений для автоматизованої обробки, визначаючи як питання інтерв'ю, так і категорії причин смерті, пов'язані з МКХ-10. За цим слідував випуск моделі InterVA-4, яка безпосередньо відповідала стандарту ВООЗ 2012 р. База знань InterVA-4 з відкритим доступом була також включена в пов'язану з нею модель InsilicoVA, яка ставила за мету проаналізувати стандартні дані з ВА за допомогою складнішого статистичного методу.
Приблизно в той самий час Дослідницький консорціум з вивчення показників здоров'я населення (PHMRC) проводив емпіричне дослідження на базі кількох вищих лікарень для збору довідкової бази даних, що пов'язувала клінічно досліджені кінцеві захворювання з подальшими опитуваннями щодо ВА. Це передбачалося як база знань для побудови автоматизованих моделей ВА, і на конференції в Індонезії у 2011 році було запропоновано кілька можливих стратегій. Згодом довідкова база даних була оприлюднена, однак вона не повністю відповідала стандарту ВООЗ 2012 року щодо інтерв'ю з ДН або категорій причин смерті. Згодом була випущена автоматизована модель під назвою SmartVA-Analyze, заснована на змісті довідкової бази даних PHMRC і з використанням моделі Tariff.
1 жовтня 2019 року Bloomberg Philanthropies оголосила, що витратить 120 мільйонів доларів протягом наступних чотирьох років на розвиток вербальних розтинів у 25 країнах.

## Поточний стан
З метою гармонізації різних стандартів та підходів до проведення ВА ВООЗ здійснила подальший перегляд та розробила стандарт ДДВ ВООЗ 2016 р. Цей стандарт ВООЗ 2016 р. включає всі елементи з версії ВООЗ 2012 р., а також всі елементи з інструменту SmartVA, що є важливою стратегією для перегляду. За тим же принципом, що і стандарт ВООЗ 2016 р., який мав на меті гармонізувати та уніфікувати наявні ресурси з ВА, протягом 2018 р. було випущено InterVA-5 як інтегруючу модель, яка здатна обробляти вхідні дані у форматах ВООЗ 2012 р., SmartVA або ВООЗ 2016 р. та генерувати причини смерті відповідно до стандарту ВООЗ 2016 р.